# 탈메틸화
탈메틸화(영어: demethylation)는 분자에서 메틸기(–CH3)를 제거하는 화학적 과정이다. 탈메틸화의 일반적인 방법은 메틸기를 수소 원자로 대체하는 것이며, 결과적으로 1개의 탄소 원자와 2개의 수소 원자의 순손실이 일어난다.
탈메틸화의 반대는 메틸화이다.

## 생화학에서
생화학 시스템에서 탈메틸화 과정은 탈메틸화효소에 의해 촉매된다. 탈메틸화 효소는 히스톤과 일부 DNA 형태에서 생성되는 N-메틸기를 산화시킨다.
R2N-CH3 + O  →  R2N-H + CH2O
이러한 산화환원효소 계열 중 하나는 사이토크롬 P450이다. α-케토글루타르산 의존성 하이드록실화효소는 유사한 경로에 의해 작동하는 DNA의 탈메틸화에 대해 활성이다. 이러한 반응은 아민에 인접한 약한 C–H 결합을 이용한다.
|  |

특히 DNA의 5-메틸사이토신은 그림에서와 같으 TET 효소에 의해 탈메틸화될 수 있다. TET 효소는 α-케토글루타르산 의존성 하이드록실화효소 계열의 이산소화효소이다. TET 효소는 산소 분자(O2)로부터 단일 산소 원자(O)를 기질인 DNA의 5-메틸사이토신(5mC)에 통합하여 생성물인 DNA의 5-하이드록시메틸사이토신을 생성하는 산화 반응을 촉매하는 α-케토글루타르산 의존성 이산소화효소이다. 이 변환은 기질인 α-케토글루타르산을 석신산과 이산화 탄소로 산화하는 반응과 짝지워진다(그림 참조).
첫 번째 단계는 α-케토글루타르산과 5-메틸사이토신이 TET 효소 활성 부위에 결합하는 것이다. TET 효소는 각각 Fe(II)/α-케토글루타르산 의존성 산소화효소 계열에서 발견되는 중요한 금속 결합 잔기를 포함하는 이중 가닥 β-나선 접힘이 있는 핵심 촉매 도메인을 보유하고 있다. α-케토글루타르산은 Fe(II) (그림 참조)에 대해 두 자리 리간드(두 지점에서 연결됨)로 배위하는 반면, 5-메틸사이토신은 근접한 비공유결합성 힘에 의해 유지된다. TET 효소 활성 부위는 촉매적으로 필수적인 Fe(II)가 2개의 히스티딘 잔기와 1개의 아스파르트산 잔기에 의해 유지되는 고도로 보존된 트라이어드 모티프를 포함한다. 트라이어드 모티프는 Fe 중심의 한 면에 결합하여 α-케토글루타르산 및 O2 결합에 사용할 수 있는 3개의 불안정한 부위를 남긴다(그림 참조). 그런 다음 TET 효소는 5-메틸사이토신을 5-하이드록시메틸사이토신으로 전환시키는 역할을 하고 α-케토글루타르산은 석신산과 CO2로 전환된다.
일부 스테롤의 탈메탈화는 테스토스테론과 콜레스테롤의 생합성 단계에서 찾아볼 수 있다. 메틸기는 폼산의 형태로 소실된다. 쥐의 배아 발생 과정에서 약 2천만개의 5-메틸사이토신이 정자에 의해 난자가 수정된 직후 수정란을 형성하기 위해 6시간 동안 탈메틸화된다.

## 유기화학에서
탈메틸화는 아민의 N-탈메틸화(예: 이미프라민에서 데시프라민으로)와 같은 일부 예외가 있지만 종종 에터, 특히 아릴 에터의 분해를 의미한다.

### 메틸 에터의 분해
아릴 메틸 에터는 리그닌과 많은 파생 화합물에 널리 분포되어 있다. 이들 물질을 탈메틸화시키려는 많은 시도들이 있었다. 반응은 일반적으로 가혹한 조건이나 가혹한 시약을 필요로 한다. 예를 들어 바닐린의 메틸 에터는 강염기로 250 °C (482 °F) 근처에서 가열하여 제거할 수 있다. 또한 다이오가노포스파이드(LiPPh2)와 같은 더 강력한 친핵체는 또한 더 온화한 조건에서 아릴 에터를 분해한다. 사용되는 다른 강력한 친핵체에는 EtSNa와 같은 싸이올레이트 염이 포함된다.
산성 조건도 사용될 수 있다. 역사적으로 코데인(O-메틸모르핀)과 같은 천연물을 포함한 아릴 메틸 에터는 자이젤-프레이 에터 분해로 알려진 과정에서 과도한 염화 수소를 사용하여 용융된 피리딘 염산염(녹는점 144 °C (291 °F))에서 물질을 180 to 220 °C (356 to 428 °F)로 가열하여 탈메틸화되었다. 방향족 메틸 에터에 대한 정량분석은 형성된 N-메틸피리디늄 클로라이드의 은 적정으로 수행할 수 있다. 이 반응의 메커니즘은 피리디늄 이온에서 아릴 메틸 에터로의 양성자 전달로 시작하는 데, 이는 양성자화된 아릴 메틸 에터(아릴메틸옥소늄 이온, 아릴=Ph의 경우 pKa = –6.7)에 비해 피리디늄의 훨씬 더 약한 산성도(pKa = 5.2)를 고려할 때 필요로 하는 가혹한 조건을 설명하는 매우 불리한 단계(K < 10–11)이다. 이것은 피리딘 또는 클로라이드 이온(기질에 따라 다름)에 의한 메틸기에서 아릴메틸옥소늄 이온의 SN2 공격으로 이어져 유리 페놀 및 궁극적으로 N-메틸피리디늄 클로라이드를 직접적으로 또는 메틸 클로라이드로부터 피리딘으로의 후속적인 메틸기 전달에 의해 생성된다.
|  |

아릴 메틸 에터의 메틸기를 제거하기 위한 또 다른 고전적(그러나 가혹한) 방법은 아세트산(끓는점 118 °C (244 °F))에 브로민화 수소 또는 아이오딘화 수소 용액 또는 진한 브로민화 수소산이나 아이오딘화 수소산에서 에터를 가열하여 환류시키는 것이다. 브로민화 수소산 또는 아이오딘화 수소산에 의한 에터의 분해는 매우 유사한 메커니즘에 의해 진행되며, 여기서 고도로 산성인 브로민화 수소(HBr) 또는 아이오딘화 수소(HI)는 에터를 양성자화하는 역할을 한고, 둘 다 우수한 친핵체인 브로민화물 또는 아이오딘화물로 대체된다. 약간 더 온화한 조건의 N,N-다이메틸폼아마이드에서 사이클로헥실 아이오딘화물(CyI, 10.0 equiv)을 사용하여 그 위치에서 소량의 아이오딘화 수소를 생성한다. 실온 이하에서 사용할 수 있는 삼브로민화 붕소는 아릴 메틸 에터의 탈메틸화에 더 특화된 시약이다. 에터 탈알킬화의 메커니즘은 강한 루이스 산인 BBr3와 루이스 염기인 에터 사이의 루이스 산-염기 부가물의 초기 가역적 형성을 통해 진행된다. 이 루이스 부가물은 가역적으로 해리되어 다이브로모보릴 옥소늄 양이온과 Br–를 생성할 수 있다. 에터 결합의 파열은 Br–에 의한 옥소늄 종에 대한 후속적인 친핵성 공격을 통해 일어나며 아릴옥시다이브로모보레인 및 브로민화 메틸을 생성한다. 반응이 완료되면 수성 워크업 동안 다이브로모보레인 유도체의 가수분해시 붕산(H3BO3) 및 브로민화 수소산(aq. HBr)과 함께 페놀이 유리된다.
|  |

메틸 에스터는 또한 일반적으로 비누화에 의해 달성되는 탈메틸화에 민감하다. 크라프초 탈카복실화와 같이 고도로 전문화된 탈메틸화가 빈번하다.
|  |

아네톨, 수산화 칼륨(KOH), 알코올의 혼합물을 오토클레이브에서 가열하였다. 이 반응의 생성물로 예상된 것은 아놀이었지만 찰스 도즈는 모액에서 반응성이 매우 높은 다이아놀이라고 하는 이량체와 생성물도 발견했다.

### N-탈메틸화
3차 아민의 N-탈메틸화는 사이아노젠 브로마이드(BrCN)을 시약으로 사용하여 해당하는 노르- 유도체를 생성하는 폰 브라운 반응에 의해 수행된다. 사이아노젠 브로마이드(BrCN)가 클로로폼산 에틸로 대체된 폰 브라운 반응의 현대적 변형이 개발되었다. 아레콜린으로부터 파록세틴을 제조하는 것은 예를 들어 GSK-372,475의 합성 뿐만 아니라 이 반응의 응용이다.

## 같이 보기
- 메틸화 – 기질에 메틸기를 첨가하는 것